# Adolf Zimmermann
Adolf Zimmermann, také Adolph Gottlob Zimmermann (1. září 1799 Lodenau-Neusorge, Horní Lužice – 17. července 1859 Vratislav) byl německý malíř lužickosrbského původu z herrnhutské komunity moravských bratří; autor historických a oltářních obrazů a portrétista, stoupenec romantismu a düsseldorfské skupiny nazarénů.

## Život
Absolvoval základní herrnhutskou školu moravských bratří ve městě Niesky u Zhořelce, kde byla v této církvi aktivní také jeho matka Johanna Christina Zimmermannová, rozená Geislerová. Delší dobu tam bydlel a věnoval se uměleckým řemeslům. V letech 1818–1825 vystudoval figurální malířství na Akademii umění v Drážďanech u profesorů Ferdinanda Hartmanna a zhořeleckého rodáka Johanna Carla Rösslera. Za své výsledky získal saské královské stipendium, a se spolužákem – přítelem Carlem Gottliebem Peschelem odcestoval přes Stuttgart a Švýcarsko na studijní pobyt do Říma. Tam se v letech 1825–1829 připojili se ke skupině nazarénů Julia Schnorra z Carolsfeldu a Friedricha Overbecka. Zimmermann se spřátelil také s Josefem Führichem, kterého portrétoval a s nímž podnikl studijní cestu do Neapole a na Capri. Roku 1830 procestoval Toskánsko a přes Švýcarsko se dostal do Pirny, kde nějaký čas vyučoval kreslení. Od protestantské víry konvertoval ke katolicismu. V Německu se názorově přiblížil malířům nazarénům düsseldorfské školy, obrazy od 30. let do roku 1842 označoval místem vzniku Düsseldorf. Proslavil se více svými romanticko-realistickými portréty, jež nejsou tak schematické jako díla nazarénů.

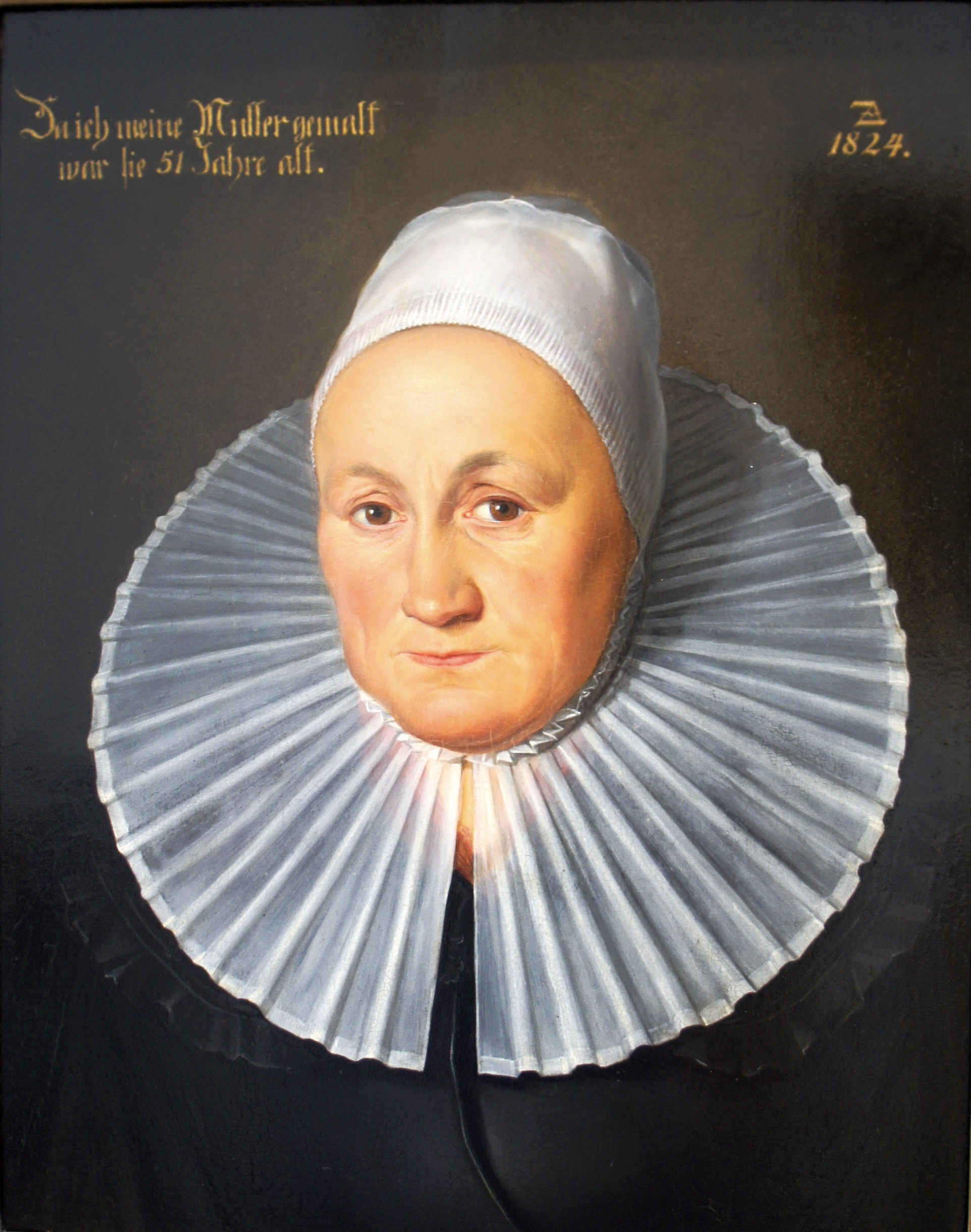
Malířova matka v kroji moravských bratří, 1824

## Rodina
Od studentských let dvanáct let čekal na svou nevěstu Amálii Luisu Gellerovou, dceru majitele továrny na mýdlo, než byl schválen jako úspěšný ženich. Portrétoval ji, podobně jako jejich tři děti.
V roce 1855 onemocněl cholerou, trpěl oční chorobou, přestal malovat a zchudl. Roku 1860 byly jeho obrazy a kresby rozprodány v dražbě, většinou jsou nezvěstné. Sbírku jeho náboženských obrazů měl vratislavský kníže-biskup Jindřich Förster.

## Výběr z díla

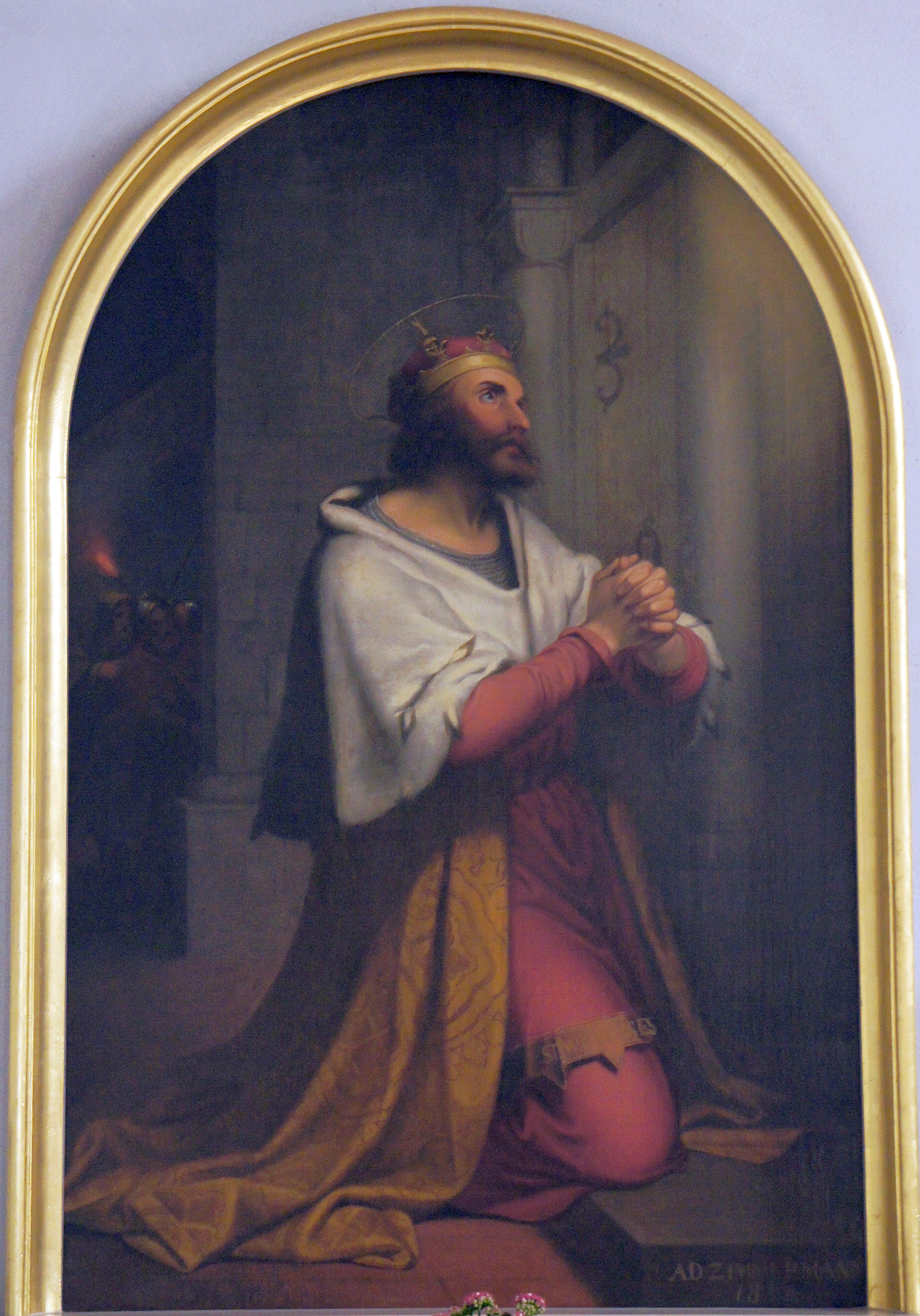
Poslední modlitba sv. Václava, Zhořelec, 1852

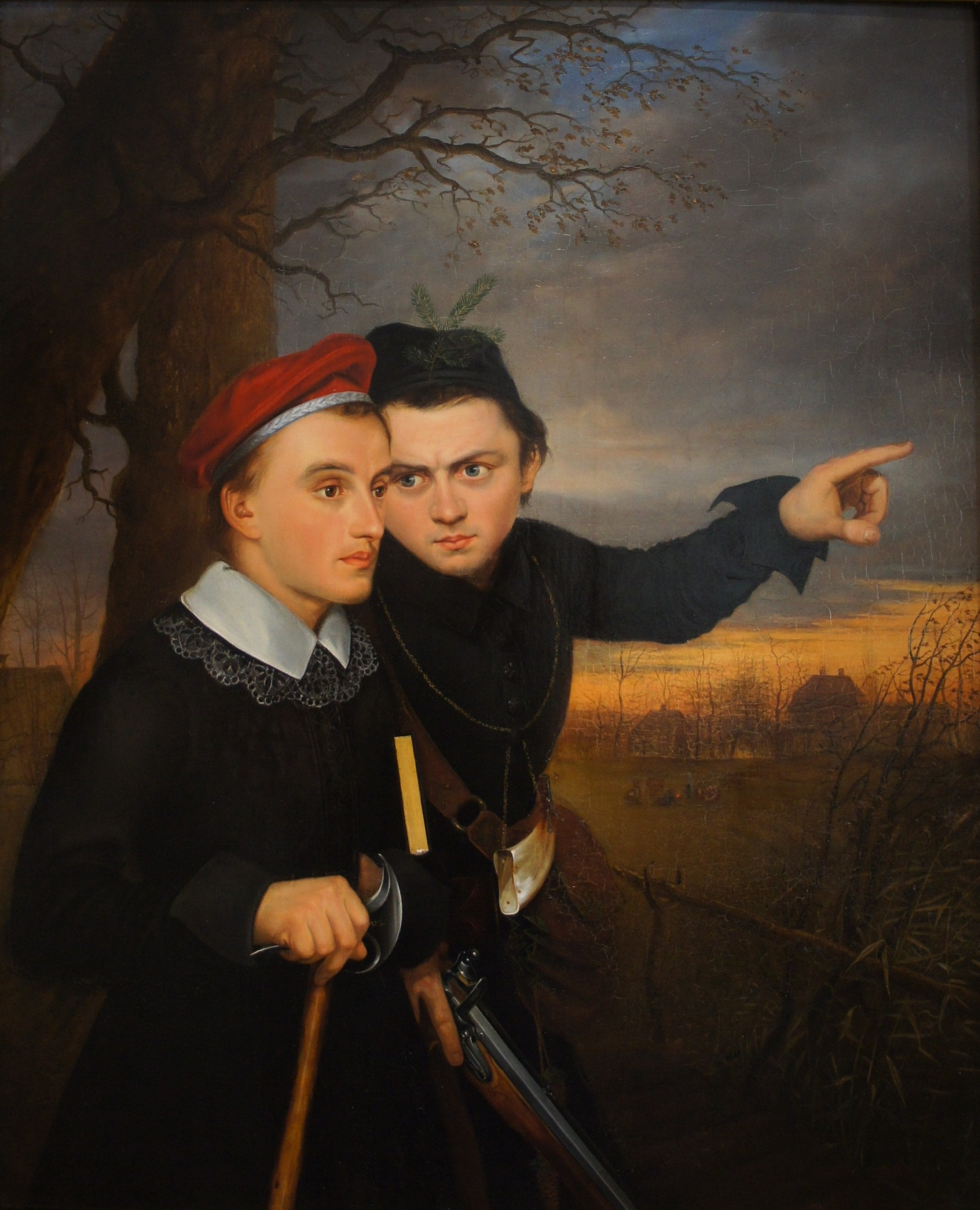
Na lovu, autoportrét s Carlem Gottliebem Peschelem, 1825

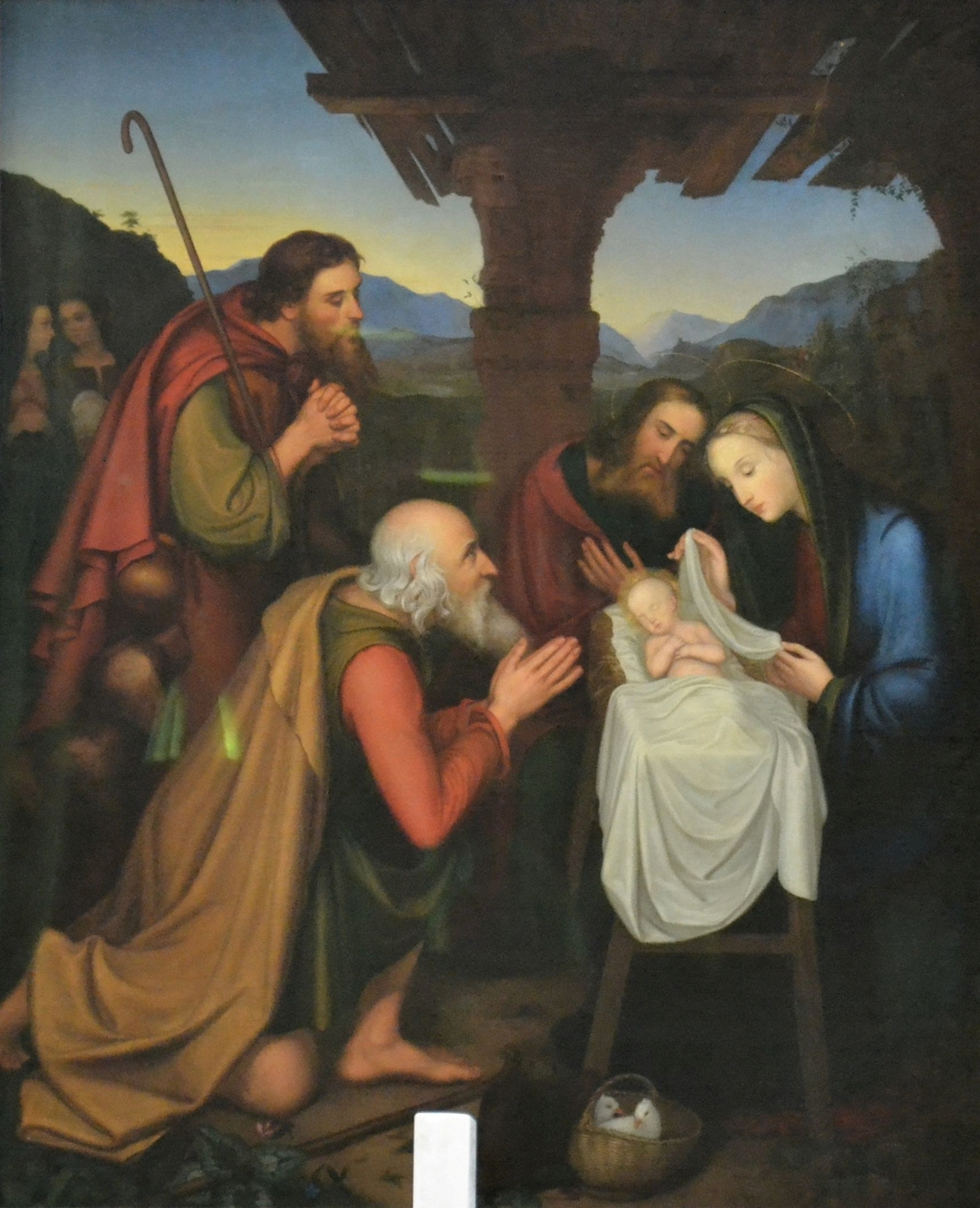
Klanění pastýřů

- Na lovu, autoportrét s přítelem Carlem Gottliebem Peschelem, Zhořelec 1825
- Portrét Josefa Führicha, kresba s obšírnou popiskou (Vera effigies...), Řím asi 1827
- Portrét sester Amálie Luisy a Hermíny Matyldy Gellerových, kolem 1825
- Bóaz a Rút, kolem 1833
- Kristus na návštěvě u Marie a Marty, sakristie kostela P. Marie, Pirna, 1836
- Kristus na cestě do Emauz, evangelický kostel sv. Petra, Bad Gottleuba, 1836
- Jákob s andělem, 1838; duben–květen 1840: vystaveno v Praze v Obrazárně Společnosti vlasteneckých přátel umění[2]
- Rinaldo a Armida (hrdinové eposu Torquata Tassa Osvobozený Jeruzalém), 1839
- Klanění pastýřů, kolem 1840, Státní umělecké sbírky Drážďany, (varianta ve Friedenskirche, Essen-Steele 1840)
- Svatá rodina na cestě do Egypta, kostel v Lennep(u), okres Düsseldorf, 1842
- Panna Marie s dítětem, 1842
- Judita s hlavou Holofernovou, 1843 [3]
- Portrét knížete Hanse Ernsta von Haugwitz (1780–1843), Zhořelec
- Snímání Krista s kříže, kolem 1844
- Svatá Cecílie, kolem 1844
- Lazar a boháč, 1844
- Klanění pastýřů, kolem 1840, Státní umělecké sbírky Drážďany, (varianta ve Friedenskirche, Essen-Steele 1840)
- Poslední modlitba sv. Václava, 1852, oltářní obraz v kostele sv. Kříže, Zhořelec; ke svatováclavské ikonografii Zimmermann přispěl kompozicí, v níž se světec modlí u vrat staroboleslavského kostela (s detailem románského sloupu), zatímco v přítmí se připravují jeho vrazi.